# Cebneceret
Cebneceret (řecky Σεβέννυτος – Sebennytos) bylo starověké dolnoegyptské město v nilské deltě na západním břehu damiettského ramene. Nejstarší známé památky pocházejí prozatím ze Střední říše, největšího významu město dosáhlo v období 30. dynastie, kdy se za panovníka Nachtnebefa stalo hlavním městem. Dnes se v oblasti někdejšího města nachází archeologická lokalita s arabským názvem Samannud.
V době vlády Ptolemaia I. a Prolemaia II. v Cebneceretu působil významný učenec a kněz Manehto.